# 11-та авіапольова дивізія (Третій Рейх)
11-та авіапольова дивізія (Третій Рейх) (нім. 11. Luftwaffen-Feld-Division) — піхотна дивізія Вермахту зі складу військово-повітряних сил, що діяла як звичайна піхота за часів Другої світової війни.

## Історія
11-та авіапольова дивізія була сформована у жовтні 1942 на навчальному центрі «Мюнстер-Лагер» (нім. Truppenübungsplatz Munster-Lager) з підрозділів 31-го авіаційного полку Люфтваффе.

## Райони бойових дій
- Німеччина (жовтень 1942 — січень 1943);
- Греція (січень 1943 — жовтень 1944);
- Балкани (жовтень 1944 — травень 1945).

## Командування

### Командири
- генерал-лейтенант Карл Друм (нім. Karl Drum) (1 жовтня 1942 — 10 листопада 1943);
- генерал-лейтенант Александер Букін (нім. Alexander Bourquin) (10 листопада — 1 грудня 1943);
- генерал-лейтенант Вільгельм Колер (нім. Wilhelm Kohler) (1 грудня 1943 — 29 жовтня 1944);
- генерал-майор Гергард Генке (нім. Gerhard Henke) (29 жовтня 1944 — 8 травня 1945).